# Kathryn Winslow
Kathryn Winslow (* 1. Januar 1973 in Montreal, Quebec) ist eine kanadische Schauspielerin, die vor allem durch ihre Rolle als C.A. Pamela Menon aus der Serie This Is Wonderland Bekanntheit erlangte.

## Leben und Karriere
Kathryn Winslow wurde in der kanadischen Metropole Montreal geboren und verbrachte ihre Kindheit unter anderem in Dschidda in Saudi-Arabien, wo ihr Vater als Mitarbeiter des kanadischen Außenministeriums eingesetzt war. Die High School schloss sie später in Vancouver ab, bevor sie ein Studium an der American Academy of Dramatic Arts in New York City anschloss.
Winslow übernahm ihre erste Schauspielrolle 1996 im Fernsehfilm Devil’s Food – Eine wirklich teuflische Diät. Ihre Filmrollen beschränken sich seitdem vor allem auf Fernseh- und Independent-Filme, darunter Zwischen den Welten, Held Up – Achtung Geiselnahme!, The Safety of Objects, Zwischen Fremden oder Wahre Lügen. Von 1996 bis 1999 war sie wiederkehrend in verschiedenen Rolle in der Serie PSI Factor – Es geschieht jeden Tag zu sehen. Von 2001 bis 2002 war sie dann als Ann Arlington in Akte Zach und als Vicky Po in Witchblade – Die Waffe der Götter zu sehen. Ebenfalls 2001 übernahm sie die Rolle der Gloria in Soul Food, die sie bis 2004 spielte. Ihre bislang größte Rolle ist die der C.A. Pamela Menon, die sie von 2004 bis 2006 in This Is Wonderland verkörperte.
Häufig tritt Winslow auch in Gastrollen im Fernsehen auf, etwa in Starhunter, Missing – Verzweifelt gesucht, What About Brian, Unsere kleine Moschee, 24, Bones – Die Knochenjägerin, 90210, Parenthood, Jane the Virgin, The Fosters oder Criminal Minds.

## Filmografie (Auswahl)
- 1996: Devil's Food – Eine wirklich teuflische Diät (Devil's Food, Fernsehfilm)
- 1996: Zwischen den Welten (Hidden in America, Fernsehfilm)
- 1996–1999: PSI Factor – Es geschieht jeden Tag (PSI Factor: Chronicles of the Paranormal, Fernsehserie, 5 Episoden)
- 1997: Mord auf dem Campus (What Happened to Bobby Earl?, Fernsehfilm)
- 1997: Fast Track (Fernsehserie, Episode 1x05)
- 1997: John Woo's Die Unfassbaren (Once a Thief, Fernsehserie, Episode 1x03)
- 1997: Joe Torre – Baseball ist sein Leben (Joe Torre: Curveballs Along the Way, Fernsehfilm)
- 1997: Der dritte Zwilling (The Third Twin, Fernsehfilm)
- 1999: Total Recall 2070 (Fernsehserie, 2 Episoden)
- 1999: Foolish Heart (Fernsehserie, Episode 1x02)
- 1999: Held Up – Achtung Geiselnahme! (Held Up)
- 2000: Der Prinz und der Bettelhund (The Pooch and the Pauper, Fernsehfilm)
- 2001: Haven (Fernsehfilm)
- 2001: The Safety of Objects
- 2001: Leap Years (Fernsehserie, 2 Episoden)
- 2001: Baby entführt! – Drama am Weihnachtsabend (Stolen Miracle, Fernsehfilm)
- 2001–2002: Akte Zack (The Zack Files, Fernsehserie, 14 Episoden)
- 2001–2002: Witchblade – Die Waffe der Götter (Witchblade, Fernsehserie, 16 Episoden)
- 2001–2004: Soul Food (Fernsehserie, 15 Episoden)
- 2002: Zwischen Fremden (Between Strangers)
- 2002: Ratten – Sie sind überall! (The Rats, Fernsehfilm)
- 2003: Coast to Coast (Fernsehfilm)
- 2003: Street Time (Fernsehserie, Episode 1x17)
- 2003: Wilde Card (Fernsehserie, Episode 1x01)
- 2003: Starhunter (Fernsehserie, Episode 2x09)
- 2004: Missing – Verzweifelt gesucht (Missing, Fernsehserie, Episode 2x09)
- 2004: Kevin Hill (Fernsehserie, Episode 1x04)
- 2004–2006: This Is Wonderland (Fernsehserie, 39 Episoden)
- 2005: Sabah
- 2005: Wahre Lügen (Where the Truth Lies)
- 2007: What About Brian (Fernsehserie, 2 Episoden)
- 2007: Little Mosque on the Prairie (Fernsehserie, Episode 2x11)
- 2010: 24 (Fernsehserie, 2 Episoden)
- 2010: Living in Your Car (Fernsehserie, 13 Episoden)
- 2012: Bones – Die Knochenjägerin (Bones, Fernsehserie, Episode 8x09)
- 2013: 90210 (Fernsehserie, Episode 5x15)
- 2013: Ruby Booby
- 2014: Parenthood (Fernsehserie, Episode 5x19)
- 2014: The Sound and the Shadow
- 2015: Single Ladies (Fernsehserie, 4 Episoden)
- 2016: Jane the Virgin (Fernsehserie, Episode 2x18)
- 2017: The Quad (Fernsehserie, 2 Episoden)
- 2017–2018: The Fosters (Fernsehserie, 2 Episoden)
- 2018: Criminal Minds (Fernsehserie, Episode 13x11)
- 2020: AJ and the Queen (Fernsehserie, Episode 1x09)